# Адамовский (участок)
Адамовский — исчезнувший участок на территории Куйтунского района.

## История
На 1966 год участок входил в состав Каранцайского сельсовета Куйтунского района. Населённый пункт пришёл в упадок с закрытием узкоколейной железной дороги, по которой возили лес из предгорий Саян. По свидетельствам местных жителей участок закрылся в 1967—1968 годах. Однако на топографической карте Генштаба СССР 1984 года отмечен как жилой. На топографической карте Генштаба СССР 1985 года отмечен как развалины.